# Villaseca de Uceda
Villaseca de Uceda – gmina w Hiszpanii, w prowincji Guadalajara, w Kastylii-La Mancha, o powierzchni 13,28 km². W 2011 roku gmina liczyła 55 mieszkańców.